# Heliophanillus suedicola
Heliophanillus suedicola là một loài nhện trong họ Salticidae.
Loài này thuộc chi Heliophanillus. Heliophanillus suedicola được Eugène Simon miêu tả năm 1901.